# Hinundayan
Hinundayan là một đô thị hạng 5 ở tỉnh Southern Leyte, Philippines. Theo điều tra dân số năm 2000 của Philipin, đô thị này có dân số 11.113 người trong 2.510 hộ.

## Các đơn vị hành chính
Hinundayan được chia thành 17 barangay.
| - Amaga - Ambao - An-an - Baculod - Biasong - Bugho - Cabulisan - District I (Pob.) - District II (Pob.) | - District III (Pob.) - Hubasan - Cat-iwing - Lungsodaan - Navalita - Plaridel - Sabang - Sagbok |